# نزال البحر الأحمر
نزال البحر الأحمر هو نزال بين الأوكراني أولكسندر أوسيك والبريطاني أنتوني جوشوا؛ لحسم لقب بطولة العالم للوزن الثقيل في الملاكمة، يقام في مدينة الملك عبد الله الرياضية في مدينة جدة في 20 أغسطس 2022. وهو النزال العالمي الثاني الذي تستضيفه السعودية بعد نزال الدرعية. يتضمن النزال 10 نزالات بالإضافة للنزال الرئيس.